# Claudia Koll
Claudia Koll, née Claudia Maria Rosaria Colacione le 17 mai 1965 à Rome (Latium) est une actrice de cinéma, de télévision et de théâtre ainsi qu'une animatrice de télévision italienne.

## Biographie
Claudia Maria Rosaria Colacione est née à Rome dans une famille italo-roumaine. Après avoir fréquenté le lycée classique Orazio à Rome et la faculté de médecine pendant quatre ans, elle a suivi plusieurs cours de théâtre et a eu quelques petits rôles, jusqu'à ce qu'en 1992, elle soit choisie par Tinto Brass pour jouer le rôle principal dans Così fan tutte. Le film est un succès et fait de Koll une diva érotique dans l'Italie de la première moitié des années 1990. On la retrouve ensuite dans le film à épisodes Miracolo italiano (it) (1994), où elle incarne une admiratrice de Kevin Costner qui succombe aux flatteries d'Ezio Greggio, et dans Cucciolo (1998), où elle aide à grandir Massimo Boldi prisonnier du syndrome de Peter Pan .
En 1995, elle est appelée à la télévision par Pippo Baudo pour présenter, avec lui et Anna Falchi, le Festival de Sanremo. Cette participation permet à Koll de se construire un personnage médiatique plus « rassurant » et constitue le prélude à ses rôles ultérieurs dans des fictions télévisées : en 1997-98, en effet, elle est la protagoniste, avec Nino Manfredi, de la série à succès Linda e il brigadiere (it), immédiatement suivie de L'impero (2001) de Lamberto Bava et Valeria medico legale (2000-2002).
Dans les années 2000, les aléas de la vie l'ont amenée à revenir progressivement à la foi catholique qu'elle avait abandonnée à l'adolescence, un voyage qui a commencé pendant le Jubilé de l'an 2000, lorsqu'elle a accompagné un ami à Saint-Pierre pour franchir la Porte Sainte. L'actrice a également déclaré avoir été physiquement attaquée par le diable à une époque où elle s'intéressait aux doctrines New Age, mais avoir réussi à le vaincre en tenant un crucifix et en récitant le Notre Père,. Les lectures de Thérèse de Lisieux, mystique carmélite, pendant son enfance ont joué un rôle important dans ce cheminement. Outre le théâtre, elle joue également dans des téléfilms à thème religieux, tels que Maria Goretti (it) (2003) et Saint Pierre (it) (2005). Elle se consacre à diverses associations bénévoles et à l'apostolat, témoignant dans des réunions de prière du « tournant » qui a marqué son existence.
En 2005, elle  fonde l'association à but non lucratif « Le opere del Padre », dans le but de venir en aide à des personnes souffrantes physiquement et psychologiquement, notamment en Afrique. Le directeur adjoint de l'association est son père, avec lequel l'actrice a renoué des relations après des années d'éloignement. Pèlerine assidue du sanctuaire de la Bienheureuse-Vierge-du-Saint-Rosaire de Pompéi, elle reçoit en 2009 le Prix Marianna Farnararo De Fusco et en 2013 la citoyenneté d'honneur de la ville. Elle refuse l'appellation de « religieuse laïque », préférant se qualifier de « missionnaire ».
En 2009, elle prend la direction artistique de l'Académie Star Rose à Rome et signe sa première mise en scène de théâtre avec la comédie musicale A piedi nudi nel parco. Dès lors, elle dirige les jeunes artistes de l'Académie dans de nombreuses autres pièces, dont Storia di un Padre e due figli de la poétesse Elena Bono (it) en 2011 et Vacanze Romane en 2012. Cœliaque, elle a été par le passé présidente honoraire de l'Associazione Italiana Celiachia.

## Filmographie
- 1989 : Orlando sei de Dante Majorana
- 1992 : Così fan tutte de Tinto Brass
- 1994 : Il giovane Mussolini (it), téléfilm de Gianluigi Calderone
- 1994 : Miracolo italiano (it) d'Enrico Oldoini
- 1995 : Uomini sull'orlo di una crisi di nervi d'Alessandro Capone
- 1997 : Linda e il brigadiere (it) de Gianfrancesco Lazotti et Alberto Simone
- 1998 : Cucciolo de Neri Parenti
- 2001 : L'impero de Lamberto Bava
- 2003 : Maria Goretti (it) de Giulio Base
- 2005 : Saint Pierre (it) (San Pietro) de Giulio Base
- 2007 : Petali di rosa (it) de Maximo De Marco